# 唐物语
《唐物语》（日语：／ Karamonogatari）是日本古代的一本以歌物語（以和歌为中心的短篇故事集）的形式将中国古代故事再创作短篇故事集。作者不详，学界认为作者为藤原成範的可能性较高，成书年代约在成12世紀末至13世纪初。本书是日本文学史上第一部完全以中国为题材的短篇小说集。

## 简介
本书收录27篇故事，内容多出自《蒙求》、《白氏文集》。

## 内容
1. 王子猷
2. 白樂天
3. 賈氏
4. 梁鴻・孟光
5. 司馬相如・卓文君
6. 石季倫・綠珠
7. 宋玉
8. 關盼盼
9. 張文成・則天皇后
10. 徐德言・陳氏
11. 簫史・弄玉
12. 望夫石
13. 娥皇・女英
14. 陵園妾
15. 武帝・李夫人
16. 武帝・西王母
17. 呂后・四皓
18. 玄宗・楊貴妃
19. 朱買臣
20. 杵臼・程嬰
21. 平原君
22. 楚莊王
23. 隱瑜妻
24. 上陽人
25. 王昭君
26. 潘安仁
27. 雪雪